# Penggalangan (Sei Bamban)
Penggalangan is een bestuurslaag in het regentschap Serdang Bedagai van de provincie Noord-Sumatra, Indonesië. Penggalangan telt 3631 inwoners (volkstelling 2010).